# Johann Christoph Kellner
Johann Christoph Kellner (* 15. August 1736 in Gräfenroda; † 1803 in Kassel) war ein deutscher Organist und Komponist.

## Leben
Johann Christoph Kellner wurde 1736 als Sohn des Organisten und Komponisten Johann Peter Kellner geboren. Er besuchte 1754 die Lateinschule in Gotha. Ab 1755 lebte er wieder in Gräfenroda, wo er Unterricht in der Satzkunst für Orgelwerke, Sinfonien und Konzerte erhielt.
Im gleichen Jahr begann Kellner mit der Komposition seines ersten Kantaten-Jahrgangs unter Korrektur des Vaters.
Im Jahr 1762 unternahm Kellner Reisen durch Deutschland und Holland und begann 1763 in Gräfenroda mit dem zweiten Kantaten-Jahrgang. 
1764 wurde er in Kassel Organist, ab 1772 Hoforganist und arbeitete an zahlreichen Kompositionen (Kammermusik, Chor und Orgel).

## Werke (Auswahl)
- Six Fugues pour les Orgues ou le Clavecin (Den Haag, 1770)
- Op. 8: Trois Concerts pour le Clavecin ou le Piano Forte avec l’Accompagnement de 2 Violons et Basse, 2 Flutes et Cors de Chasse (Frankfurt, um 1780)
- Op. 17: Ein und dreisig neue Orgelstükke (Speyer, 1789 oder früher)